# 鲍勃·金 (田径运动员)
鲍勃·金（英語：Bob King，1906年6月20日—1965年7月29日），美国男子田径运动员，主攻跳高。他曾代表美国参加1928年夏季奥林匹克运动会田径比赛，获得男子跳高金牌。